# Gaeana
Genre
Gaeana est un genre de cigales de la sous-famille des Cicadinae que l'on trouve en Asie tropicale et tempérée. Les espèces sont remarquables par la couleur de leurs ailes.

## Espèces
- Gaeana annamensis
- Gaeana atkinsoni
- Gaeana cheni
- Gaeana chinensis
- Gaeana consors
- Gaeana electa
- Gaeana hageni
- Gaeana laosensis
- Gaeana maculata
- Gaeana nigra
- Gaeana paviei
- Gaeana stellata
- Gaeana sultana
- Gaeana tenebricosa
- Gaeana vitalisi